# Styloperla jiangxiensis
Styloperla jiangxiensis is een steenvlieg uit de familie Styloperlidae. De wetenschappelijke naam van de soort is voor het eerst geldig gepubliceerd in 1990 door Yang & Yang.